# Ölandsstarr
Ölandsstarr (Carex ligerica) är en flerårig gräslik växt inom släktet starrar och familjen halvgräs. Ölandsstarr är mycket lik sandstarr men har jordstam som blir från 1,5 till 2 mm tjock och har från en till två cm ledstycken. De har ljusbruna basala slidor. Bladen blir från en till två mm breda och är oftast kortare än stråna. axsamlingen blir från två till tre cm lång och har fyra till sex ax och vanligtvis hanblommor i nedre axen. De mörkbruna axfjällen täcker fruktgömmena som blir från 3,5 till 4 mm som har smal, jämnbred vingkant. Ölandsstarr blir från 10 till 25 cm hög och blommar från maj till juli.

## Utbredning
Ölandsstarr är sällsynt i Norden men kan återfinnas på mager sandmark nära kusten, såsom hedar, dyner och strandslänter. Dess utbredning i Norden sträcker sig till Öland, Bornholm och ett litet område i södra Danmark.

## Namn
Ölandsstarren benämns även Carex schreberi (auct.).